# ISO 3166-2:BH
ISO 3166-2:BH is een ISO-standaard met betrekking tot de zogenaamde geocodes. Het is een subset van de ISO 3166-2 tabel, die specifiek betrekking heeft op Bahrein. 
De gegevens werden tot op 27 november 2015 geüpdatet op het ISO Online Browsing Platform (OBP). Hier worden 4 gouvernementen - governorate (en) / gouvernorat (fr) / muḩāfaz̧ah (ar) - gedefinieerd.
Volgens de eerste set, ISO 3166-1, staat BH voor Bahrein, het tweede gedeelte is een tweecijferig nummer. 

## Codes
| Code  | Omschrijving | Naam                                     |
| ----- | ------------ | ---------------------------------------- |
| BH-13 | Hoofdstad    | Al ‘Āşimah (plaatselijk ook: Al Manāmah) |
| BH-14 | Zuid         | Al Janūbīyah                             |
| BH-15 | Muharraq     | Al Muḩarraq                              |
| BH-17 | Noord        | Ash Shamālīyah                           |